# Reifen

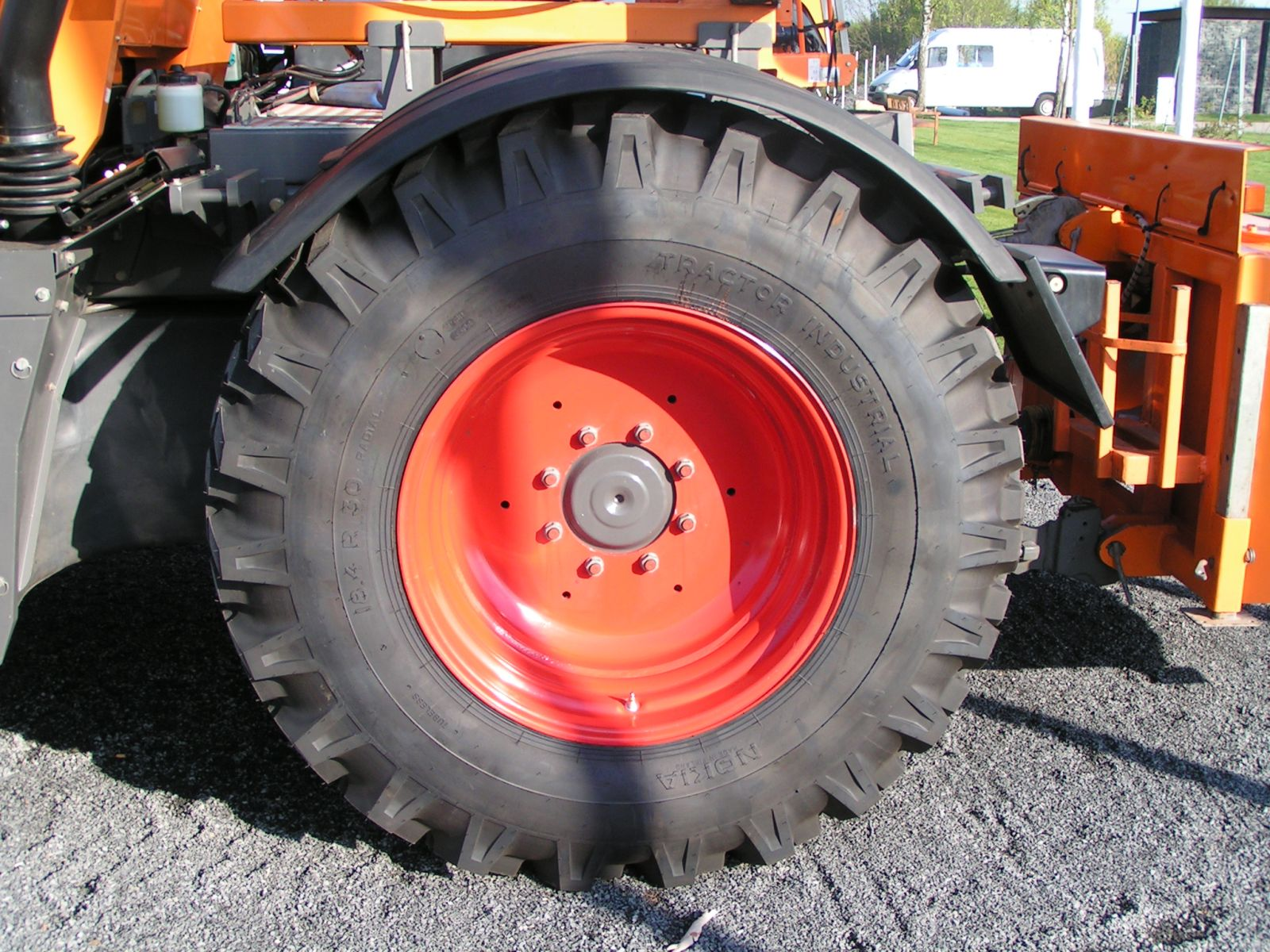
Traktorreifen

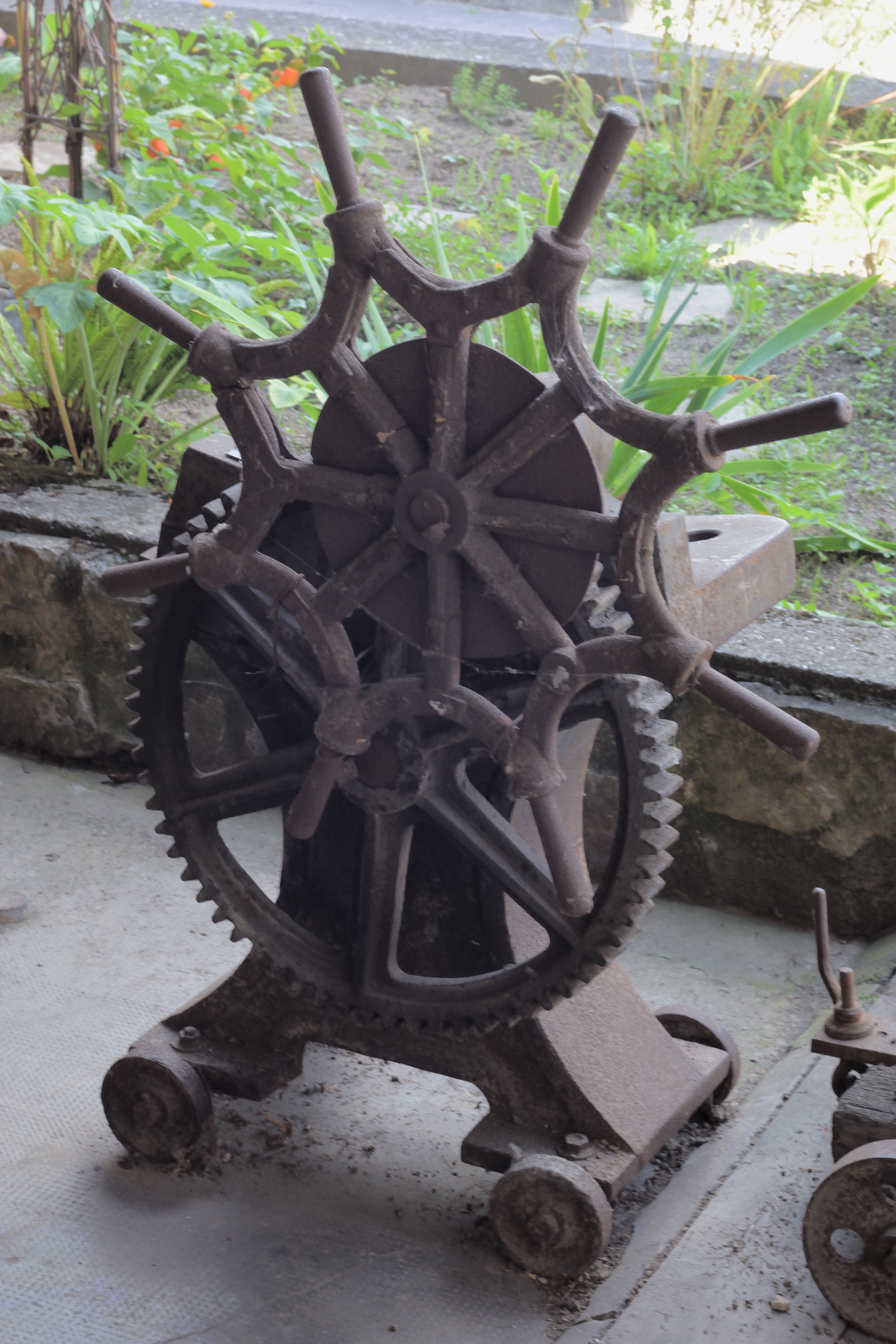
Alte Reifenstauchmaschine

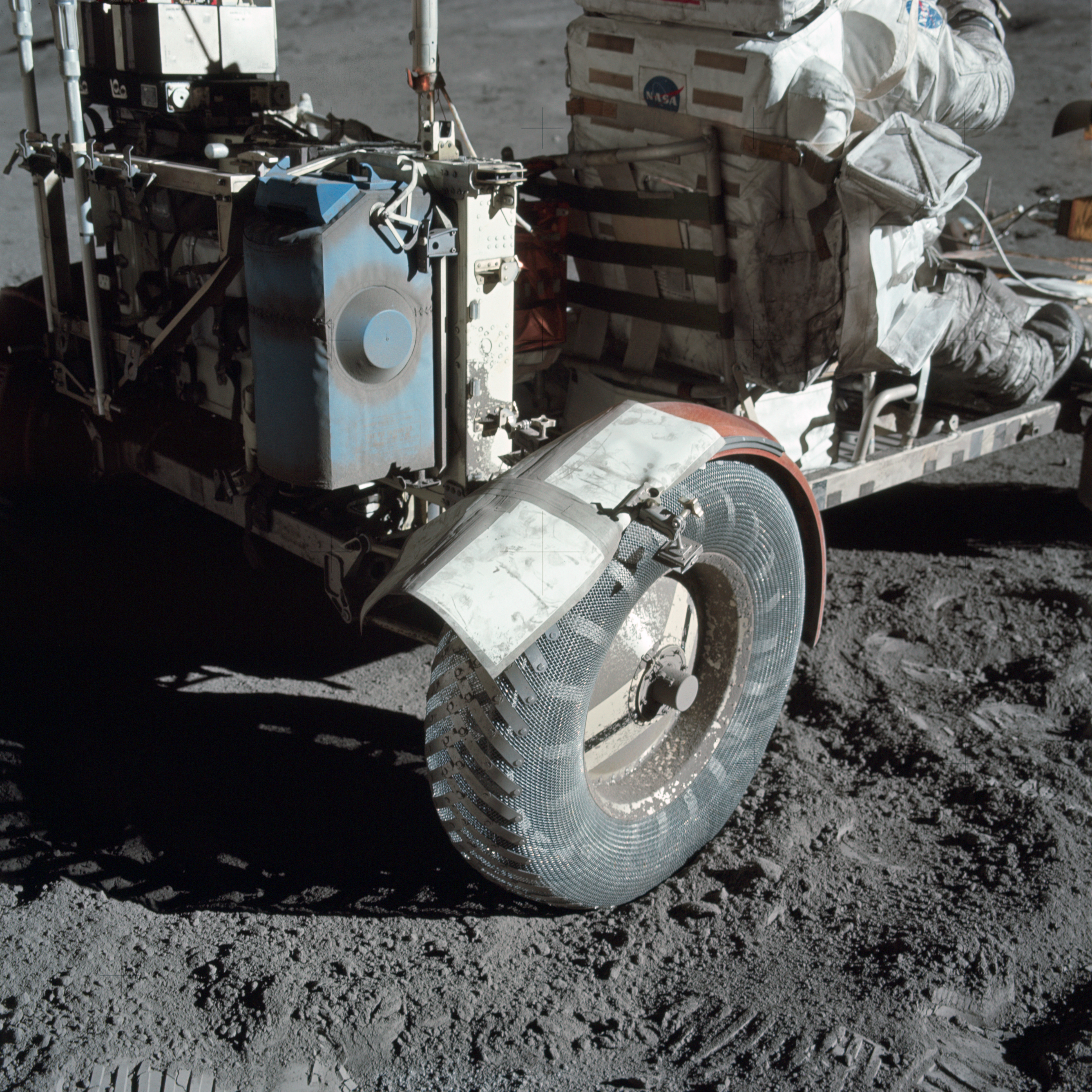
Zweckoptimierter Reifen für besondere Umgebungsbedingungen (Lunar Roving Vehicle)

Ein Reifen ist der Teil des Rades, auf dem es abrollt. Er sitzt am Umfang des Rades und überträgt die Kräfte zwischen Rad und Fahrbahn. Den Teil des Reifens, der Kontakt zum Boden hat, nennt man Reifenaufstandsfläche, die Lauffläche erstreckt sich um den Reifen herum. Der Reifen trägt die Radlast; bei Kurvenfahrten überträgt er auch die Seitenführungskraft, bei Änderungen der Geschwindigkeit auch Längskräfte (Beschleunigungskraft, wenn entgegengesetzt zur Fahrrichtung auch Bremskraft genannt). Um die Haftung auf der Fahrbahn zu erhöhen, haben Reifen nicht schienengebundener Fahrzeuge zumeist an der Kontaktstelle zwischen dem Rad und der Oberfläche der Fahrbahn eine Lauffläche aus Gummi oder anderem elastischem Material. Bei schienengebundenen Fahrzeugen trägt der Reifen zur Seitenführung einen Spurkranz, beim Beschleunigen und vor allem beim Bremsen wird die Reibung durch das Streuen von Sand erhöht.

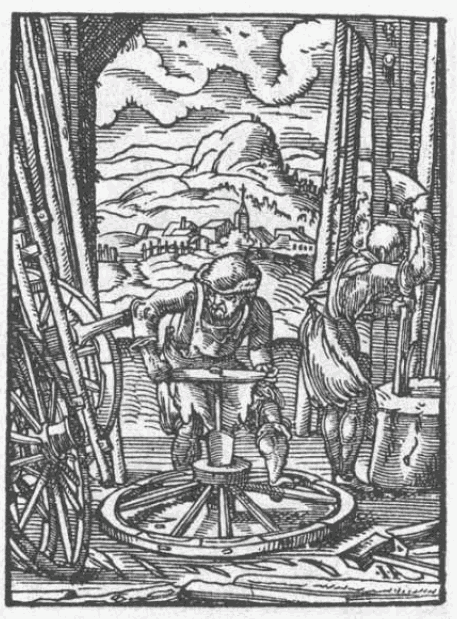
Ein Wagner bei der Herstellung eines Holzspeichenrads.
Jost Amman, Hans Sachs: Eygentliche Beschreibung aller Stände auff Erden. 1568

## Bauarten

### Eisenreifen
Eisenreifen aus Stahl sind die ältesten Reifen. Sie schützten die traditionellen Holzräder vor Verschleiß und halten den hölzernen Radkranz, die Speichen und die Nabe zusammen. Zur Montage wird der Reifen bis zu Rotglut erhitzt, wobei sich der Durchmesser durch die Wärmedehnung vergrößert, und nach dem Aufziehen mit Wasser abgekühlt.  Löst man den Reifen, so lassen sich gebrochene Teile leicht auswechseln. Eine ähnliche Technik verwendet noch der Küfer, der bei der Fassherstellung Fassreifen aufzieht. Sie halten die Fassdauben zusammen und bestehen aus Metall; früher fertigte der Reifschneider hölzerne Fassreifen. Die Technik ist seit der Antike bekannt. Reifenpannen waren früher häufig; auch der Eisenreifen verschleißt. Entlang der Verkehrswege gab es eine Reparatur-Infrastruktur; in jedem größeren Dorf gab es Hufschmiede und Wagner oder Stellmacher (weshalb Schmidt und Wagner häufige Familiennamen sind).
Auch die Radreifen der Eisenbahnräder sind aus Stahl.

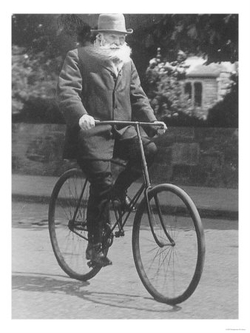
Der Erfinder des Luftreifens, John Boyd Dunlop, auf seinem Fahrrad. Um 1915

### Vollgummireifen
Vollgummireifen waren vor der Verbreitung der Luftreifen die komfortabelste Bereifung und wurden auch danach noch verwendet, zum Beispiel bei Lastwagen. Sie finden sich noch an Rädern, die auf relativ glattem Untergrund laufen (Teewagen, Gabelstapler). Elastikreifen werden nicht nur aus Gummi, sondern auch aus anderen elastischen Kunststoffen oder seit den 2000er Jahren als Tweel (Kombination von Rad und Reifen) hergestellt.

### Luftreifen

#### Allgemeines
Luftreifen (auch Pneus genannt) bestehen aus einem Gewebe oder Gelege aus Fasern, der Karkasse, das mit Gummi verklebt und ummantelt ist und die unter Druck stehende Luft oder andere Gase enthält, die die Fahrbahnstöße abmildern (Reifenfederung).
Die Luft wird in einem Schlauch gehalten oder bei schlauchlosen Reifen zwischen Reifen und Felge eingeschlossen. Das erste Patent für schlauchlose Reifen wurde 1928 vergeben. Erst nach dem Zweiten Weltkrieg verbreiteten sich jedoch in Amerika die ersten schlauchlosen Reifen für Kraftfahrzeuge, die von BFGoodrich hergestellt wurden, durch Verwendung von Butylkautschuk besonders luftdicht waren und ab 1955 zum Standard wurden. Inzwischen werden auch Fahrräder mit schlauchloser Bereifung ausgestattet.
Je nach Bauart der Karkasse unterscheidet man Diagonal- von Radialreifen.
Reifen werden nach ihrer Bestimmung für verschiedene Transportmittel benannt. Es gibt beispielsweise Autoreifen, Nutzfahrzeugreifen, Motorradreifen, Landwirtschaftsreifen, EM-Reifen (Erdbewegungsreifen), Gabelstapler-Reifen, Forstreifen, Industriereifen, Fahrradreifen und Flugzeugreifen.
Einige Reifen werden gesondert für Lenkachsen oder Antriebsachsen (siehe Autoreifen) ausgelegt.
Nach der Nutzung werden Reifen zu Altreifen. Altreifen mit unbeschädigter Karkasse können runderneuert und wieder eingesetzt werden.

#### Geschichte

Reifenlabel

Der Reifen in der heutigen Form wurde durch mehrere Erfindungen möglich:
- 1844 meldete der Amerikaner Charles Goodyear das Vulkanisieren von Gummi zum Patent an.
- 1845 reichte der Schotte Thomson ein Patent für einen Luftreifen mit vulkanisiertem Schlauch für Fuhrwerke zum Patent an, fand aber keine Abnehmer für seine Idee, obwohl der Reifen 1847 erfolgreich getestet worden war. Thomson verwendete ihn für einige der von ihm entwickelten Straßenlokomotiven.[2]
- 1888 ließ der Schotte John Dunlop einen einfachen Fahrradluftreifen patentieren.
- 1890 erhält Charles Kingston Welch das Patent auf einen Drahtreifen und William Erskine Bartlett das Patent auf einen Wulstreifen.
- 1895 gelang dem Franzosen Michelin mit Einführung eines Luftreifens mit Schlauch der wirtschaftliche Durchbruch.
- 1903 begann Friedrich Veith mit der Einführung von Reifen in Norm-Größen und der Durchsetzung entsprechend genormter Felgen.
- 1904 entwickelt Continental als erste Firma der Welt „Profilreifen für Automobile“.

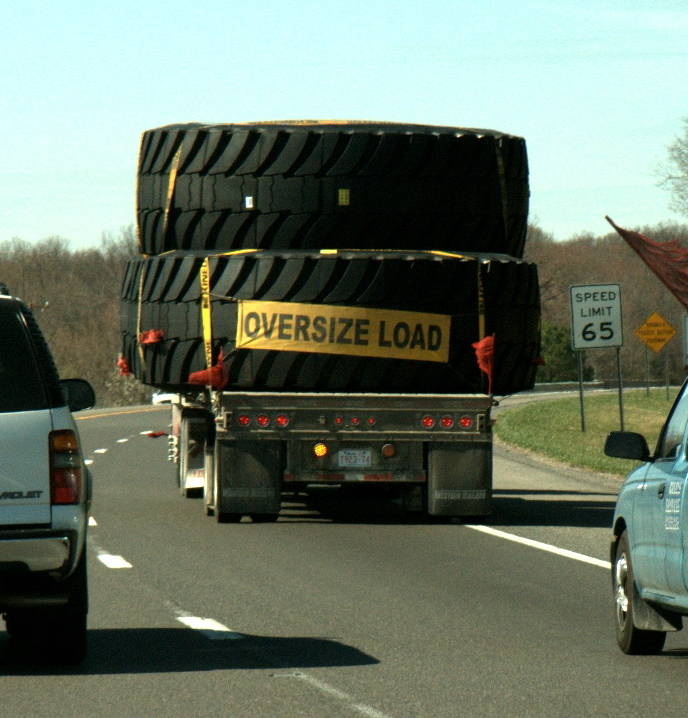
Großdimensionierte Reifen für im Bergbau eingesetzte Großmuldenkipper.

Die daraus entstandenen Reifenhersteller Goodyear, Dunlop, Continental und Michelin entwickelten sich zu heute weltbekannten Marken. Die Erfindung des Luftreifens hatte zur Folge, dass die Hochräder innerhalb weniger Jahre vom Markt verschwanden.
Zögerlicher als bei Fahrrädern setzte sich der Luftreifen bei Automobilen durch. Frühe Luftreifen neigten bei höheren Geschwindigkeiten zum Platzen, was regelmäßig schwere Unfälle verursachte und deren Verbreitung hemmte. Anfang der 1920er Jahre kamen erstmals Ballonreifen für mittlere Drücke von 2 bis 2,5 Bar (vorher: Hochdruckreifen 3,9–6,9 Bar), dem bis heute üblichen Längsrippenprofil, Fasergelege („Kord“) und drahtverstärktem Reifenwulst auf. Dadurch verbesserten sich Haltbarkeit und Belastbarkeit der Reifen grundlegend, was Voraussetzung für das sichere Fahren mit höheren Geschwindigkeiten war. Ab 1937 verwendete man auch Kunstseidefasern statt Baumwollfasern für den Kord, wodurch Dauergeschwindigkeiten von mehr als 100 km/h, ein Reifeninnendruck von 1,2 bis 1,8 Bar (Niederdruckreifen) und eine Laufleistung von mehr als 30.000 km möglich wurden.
Die ersten Luftreifen hingegen hielten nicht lange: Michelin stellte 1895 den ersten Luftreifen für den Pkw L’Eclair her und 1898 erschienen erste Luftreifen für Serienautomobile, deren Haltbarkeit jedoch mit 500 km stark begrenzt war. 1902 betrug die durchschnittliche Haltbarkeit von Luftreifen 2.200 Meilen. Mit der Einführung des Reifenkords (1920) nahm die Lebensdauer des Luftreifens auf mehr als 20.000 km zu. Mit dem Ballonreifen (1924) führte dies zum Ende des Vollgummireifens bei Pkw.

## Lärmgrenzwerte und Rollwiderstandsbeiwerte
| Klasse           | Reifenbreite in mm | Lärmgrenzwerte in dB(A) | Rollwiderstandsbeiwert (max.) in kg/t |
| ---------------- | ------------------ | ----------------------- | ------------------------------------- |
| C1a (PKW)        | 000–185            | 70                      | 10,5                                  |
| C1b (PKW)        | 185–215            | 71                      | 10,5                                  |
| C1C (PKW)        | 215–245            | 71                      | 10,5                                  |
| C1d (PKW)        | 245–275            | 72                      | 10,5                                  |
| C1e (PKW)        | 275–               | 74                      | 10,5                                  |
| C2 (leichte NFZ) |                    | 72 (73) 1               | 09,0                                  |
| C3 (schwere NFZ) |                    | 73 (75) 1               | 06,5                                  |

## Verordnungen
Im Laufe der Geschichte gab es verschiedene nationale und internationale Vorschriften, die die Qualität und die Herstellung der verschiedenen Reifentypen regeln sollten. Die neueste davon ist die Verordnung (EU) 2020/740 des Europäischen Parlaments und des Rates. Es enthält einige neue Funktionen, wie z. B. einige Änderungen in der Energiekennzeichnung des Reifens, in der Skala der Kategorisierung von Kraftstoffverbrauch und Rollwiderstand oder den Zugang zu Informationen über die Produktion mittels eines QR-Codes.

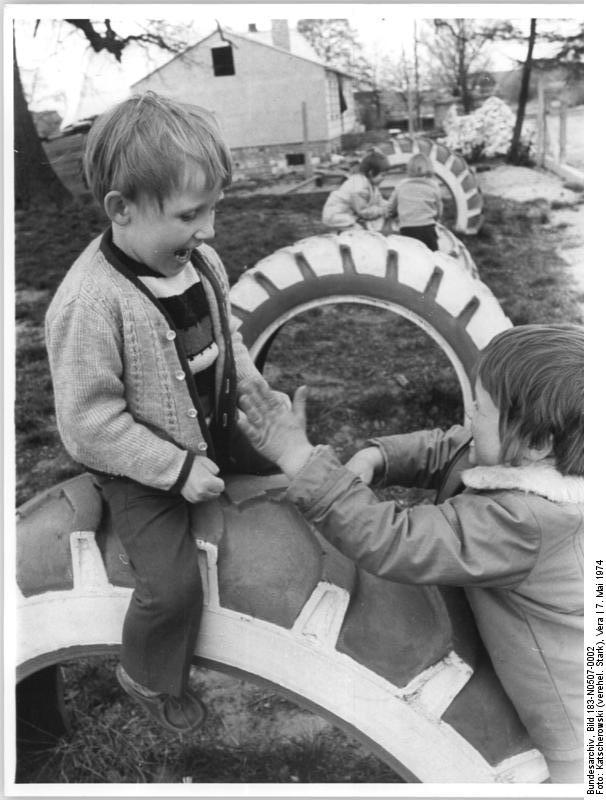
Reifen als Teil eines Spielplatzes in einem Kindergarten (1974)